# Голина
Голина (пољ. Golina) град је у Пољској у Војводству великопољском. По подацима из 2012. године број становника у месту је био 4471.
.

## Становништво
| 2012. |
| ----- |
| 4.471 |